# ملانیا آستواتساتریان
ملانیا گریگوری آستواتساتریان (ارمنی: Մելանյա Գրիգորի Աստվածատրյան؛ زادهٔ ۱۵ ژانویهٔ ۱۹۴۰) کارشناس علوم پرورشی اهل ارمنستان است.

## زندگی‌نامه
وی در ۱۵ ژانویه ۱۹۴۰ در ایروان به دنیا آمد و از دانشگاه دولتی زبان‌شناسی ایروان و دانشکده فلسفه دانشگاه دولتی ایروان فارغ‌التحصیل گشت. وی برنده جوایزی همچون مدال موسس خورناتسی (۲۰۰۵)، مدال یادبود وزارت آموزش و پرورش جمهوری ارمنستان (۲۰۱۵) و نشان پیش‌کسوت کار (۱۹۸۵) است.